# Karin Wieland
Karin Wieland (* 1958 im Hohenlohekreis) ist eine deutsche Autorin. Sie lebt in Berlin.

## Leben
Karin Wieland zog nach dem Abitur 1977 nach Westberlin. Sie studierte am Otto-Suhr-Institut Politikwissenschaft mit Schwerpunkt Politische Theorie und Ideengeschichte. 1983 erwarb sie ihr Diplom (Immer noch Chaos in der Vagina – Zur Sexualpolitik der Neuen Frauenbewegung). Wieland bekam Lehraufträge an der Freien Universität Berlin zur Politischen Theorie, arbeitete als Zapferin, Spülerin, Kellnerin und Verkäuferin. 1993 wurde ihr die Promotion summa cum laude verliehen für Worte und Blut. Das männliche Selbst im Übergang zur Neuzeit. Es folgte eine Nominierung für den Ernst-Reuter-Preis der Freien Universität Berlin für herausragende Dissertationen.
Karin Wieland arbeitete an mehreren Forschungsprojekten an der Freien und der Technischen Universität Berlin. 1994 bis 2000 war sie Assistentin von Alfons Söllner am Lehrstuhl Politische Theorie und Ideengeschichte der Technischen Universität Chemnitz. Wieland veröffentlichte Sammelbände zur Totalitarismustheorie und zum deutschen Offizier, schrieb wissenschaftliche Aufsätze und Essays im Merkur, im Jahrbuch für Politisches Denken, im Schweizer Magazin Alltag, in der Zeitschrift für Germanistik, im Mittelweg 36, im Kursbuch und der Neuen Rundschau zu  Niccolo Machiavelli,  Cindy Sherman, Leni Riefenstahl,  Madonna, Ruth Fischer,  Baldesar Castiglione,  Lee Miller, Abailard, Marlene Dietrich und Francesco Petrarca.
Seit 2000 ist Karin Wieland freie Autorin. 2002 bis 2007 war sie Stipendiatin der Hamburger Stiftung zur Förderung von Wissenschaft und Kultur mit dem Projekt zur „Ästhetik der Weiblichkeit in der Modernitätskonstruktion des 20. Jahrhunderts“, 2011 bis 2015 wissenschaftliche Angestellte bei der „Hamburger Stiftung zur Förderung von Wissenschaft und Kultur“ für das Projekt „Carola Neher – Schauspiel – Politik – Terror“.
2004 erscheint im Carl Hanser Verlag Die Geliebte des Duce. Margherita Sarfatti und die Erfindung des Faschismus (L’amante des Duce Torino 2006). 2011 wurde Dietrich & Riefenstahl. Der Traum von der neuen Frau veröffentlicht, ausgezeichnet von Geisteswissenschaften International. 2015 erschien die amerikanische Übersetzung Dietrich & Riefenstahl. Hollywood, Berlin and a Century in Two Lives Finalist für den National Book Critics Circle Award. 2017 wurde Das Geschlecht der Seele – Hugo von Hofmannsthal, Bert Brecht und die Erscheinung der modernen Frau veröffentlicht. 2020 erschien ihr erster Roman, Aufprall, den sie im Kollektiv mit der Künstlerin Bettina Munk und dem Soziologen Heinz Bude geschrieben hatte.

## Werke
- Karin Wieland, Ralf Walkenhaus, Alfons Söllner (Hrsg.): Totalitarismus. Eine Ideengeschichte des 20. Jahrhunderts. Akademie Verlag, Berlin 1997.
- Worte und Blut. Das männliche Selbst im Übergang zur Neuzeit. Gender Studies. Suhrkamp, Frankfurt am Main 1998.
- Karin Wieland, Ursula Breymayer, Bernd Ulrich (Hrsg.): Willensmenschen. Über deutsche Offiziere. Frankfurt/Main: S. Fischer Verlag 1999.
- Die Geliebte des Duce. Das Leben der Margherita Sarfatti und die Erfindung des Faschismus. Carl Hanser, München 2004.
- Dietrich & Riefenstahl. Der Traum von der neuen Frau. Carl Hanser, München 2011.
- Karin Wieland, Heinz Bude, Thomas Ostermeier: Lebenslügen im Kapitalismus. Carl Hanser, München 2014.
- Dietrich & Riefenstahl. Hollywood, Berlin, and a Century in Two Lives. Liveright, New York 2015.
- Das Geschlecht der Seele. Hugo von Hofmannsthal, Bert Brecht und die Erscheinung der modernen Frau. Carl Hanser, München 2017.
- Karin Wieland, Heinz Bude, Bettina Munk: Aufprall. Roman. Carl Hanser, München 2020.

## Auszeichnungen
- 1993: Nominierung für den Ernst-Reuter-Preis der Freien Universität Berlin
- 2015: Geisteswissenschaften International – Preis zur Förderung der Übersetzung geisteswissenschaftlicher Werke
- 2015: Finalist Category Biography beim National Book Critics Circle Award, New York, USA